# How Long (canción de Ace)
«How Long» —en español: «Cuánto tiempo»— es una canción de 1975 interpretada por el grupo británico Ace, incluida en el álbum Five-A-Side. Alcanzó el puesto número tres en los Estados Unidos y Canadá, y el puesto número veinte en la UK Singles Chart. 
Aunque ampliamente se interpreta como un tema sobre el adulterio, la canción en realidad fue compuesta por el cantante Paul Carrack, cuando descubrió que el bajista Terry Comer había estado trabajando de forma secreta con el dúo Sutherland Brothers and Quiver. Comer regresó a tiempo para grabar la canción.
El solo de guitarra es ejecutado por el músico y miembro del grupo Alan "Bam" King.

## Listas
| Lista (1975)                         | Máxima posición |
| ------------------------------------ | --------------- |
| Canada Top Singles (RPM)             | 3               |
| Países Bajos (Mega Single Top 100)   | 11              |
| UK Singles (Official Charts Company) | 20              |
| US Billboard Hot 100                 | 3               |

## Versiones
- En 1976, Bobby Womack grabó una versión de la canción que aparece en el álbum Home Is Where the Heart Is.[12]
- En 1977, Barbara Mandrell grabó una versión con una mezcla de country y disco para su álbum Love's Ups and Downs.[13]
- En 1981, Rod Stewart versionó la canción en su álbum Tonight I'm Yours.[14] Dicha versión llegó al top 50 del Billboard Hot 100.[15]
- En 1981, Lipps Inc. publicó una versión de la canción que logró entrar en las listas musicales de los Estados Unidos (número cuatro en el Dance Chart, número veintinueve en el Soul Singles Chart), y alcanzó el puesto cuarenta y dos en Canadá.[16]
- En 1989, Barbara Dickson realizó una versión que aparece en el álbum Coming Alive Again.
- En 1993, el grupo británico de reggae Asward y la cantante Yazz grabaron una versión de la canción que alcanzó el puesto treinta y uno en la UK Singles Chart, esta versión se incluyó en el álbum de 1994 de Yazz One on One.
- En 1996, Paul Carrack incluyó su propia versión de la canción en su álbum Blue Views.
- En 2013, «How Long» fue versionada por los artistas de smooth jazz Jeff Golub y Brian Auger, en su álbum Train Keeps A Rolling, con Christopher Cross como vocalista.